# Duet Gitar Klasycznych Alber-Strobel
Duet Gitar Klasycznych Alber-Strobel – duet gitarowy utworzony w styczniu 1971 przez Henryka Albera i Janusza Strobla w Warszawie. Wykonywał muzykę rozrywkową z elementami jazzu, bossa novy i muzyki poważnej; były to zarówno standardy, jak i własne kompozycje.

## Historia duetu
Duet zadebiutował w warszawskim Klubie Piosenki Związku Kompozytorów i Autorów Rozrywkowych. Brał udział w licznych festiwalach i innych imprezach muzycznych, m.in. Jazz Jamboree w Warszawie, Jazz nad Odrą we Wrocławiu, KFPP w Opolu, FAMA w Świnoujściu, Jazz Jantar, Musicorama, Zaduszki Jazzowe w Krakowie. Koncertował także za granicą – w Bułgarii, Czechosłowacji, Francji, Holandii, NRD, Szwecji, na Węgrzech. Ogółem wziął udział w kilku tysiącach koncertów.
W latach 1971–1972 współpracował z Włodzimierzem Nahornym (pianistą, flecistą, saksofonistą), rozrastając się do tria. Później towarzyszył piosenkarkom – Elżbiecie Adamiak, Halinie Kunickiej i Łucji Prus. 
W 1977 roku nawiązał współpracę z muzykami – Zbigniewem Kitlińskim (perkusistą), Januszem Kozłowskim (kontrabasistą) i Henrykiem Miśkiewiczem (saksofonistą) – tworząc wraz z nimi kwintet do 1981 roku. Współpracował także z Markiem Gołębiowskim oraz (kilka miesięcy) z Gold Washboard – zespołem wykonującym jazz tradycyjny.
W 1984 roku duet Alber-Strobel przestał istnieć.

## Nagrody
- 1971 – II nagroda na Studenckim Festiwalu Jazzowym Jazz nad Odrą (w kategorii zespołów nowoczesnych)

## Dyskografia
- 1972 – Duet Gitar Klasycznych Alber-Strobel: Henryk Alber & Janusz Strobel (LP, Muza SXL-0891)
- 1981 – Duet Gitar Klasycznych Alber – Strobel: Duet gitar klasycznych (LP, Muza SX-2110)